# Смитсонит
Смитсони́т, ци́нковый шпат — довольно распространённый минерал класса карбонатов, карбонат цинка. Был назван в честь Джеймса Смитсона (1754—1829), британского минералога и химика, основателя Смитсоновского института в США, который указал отличия этого минерала от гемиморфита. Зелёная разновидность иногда называется херреритом, зелёно-голубая — бонамитом.

## Свойства
Кристаллы ромбоэдрические, обычны сплошные массы и гроздевидные выделения. Часто просматриваются тонкие белые полосы. Двупреломление −0,228. Дисперсия света 0,014 и 0,031. Плеохроизм отсутствует. Спектр поглощения не имеет характерных особенностей. Растворяется в соляной кислоте. Часто содержит примеси FeO, такая разновидность минерала называется монхеймитом). Встречается в зонах гипергенеза, в местах окисления сульфидов цинка в известняках в результате разрушения полиметаллических руд, а также иногда в гидротермальных жилах.
Состав: ZnO — 64,9 %, CO2 — 35,1 % (цинка — 52,15 %). Содержит примеси соединений железа, магния, кадмия, марганца, кобальта, кальция, меди.

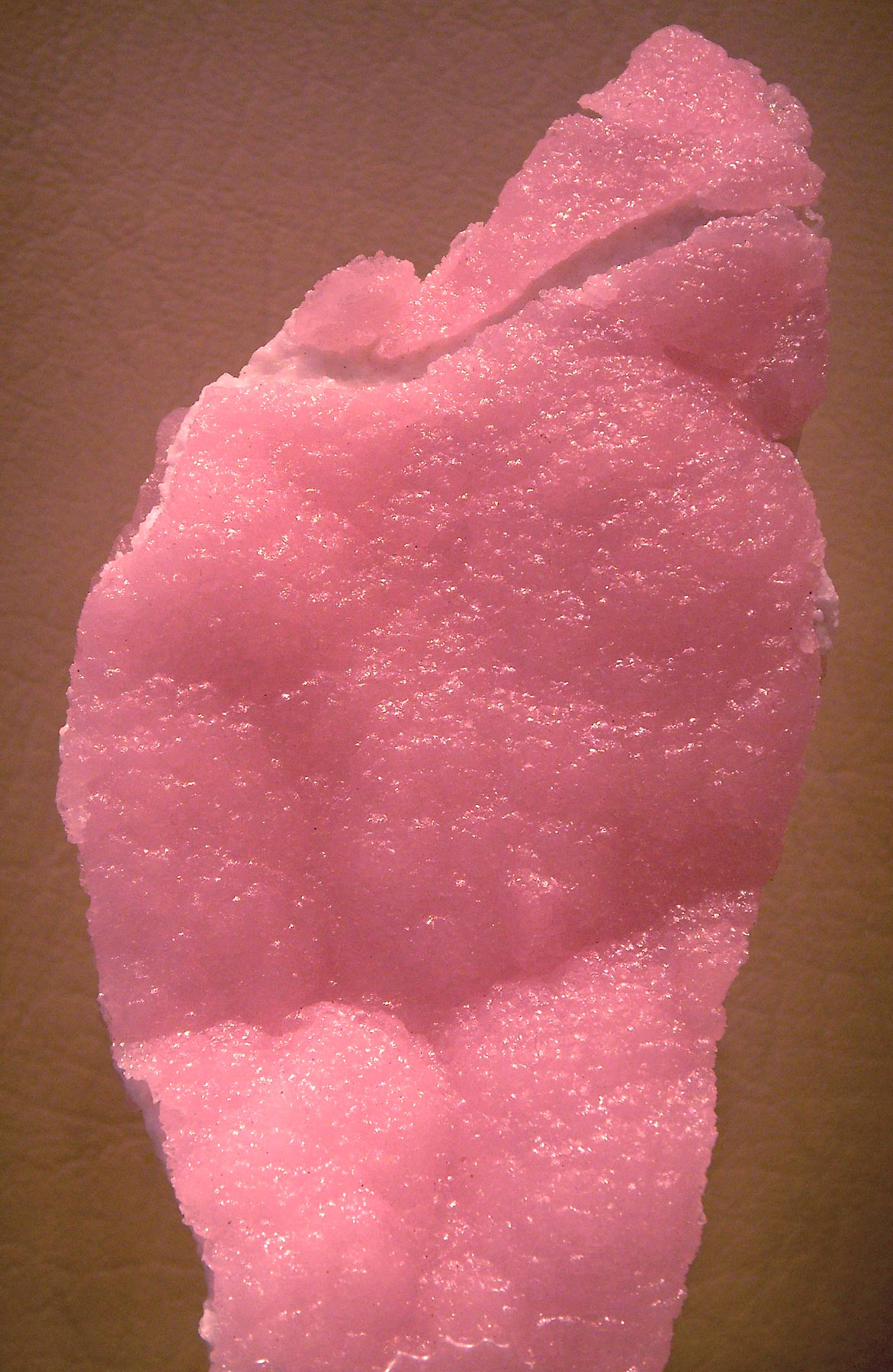
Розовый смитсонит

По внешнему виду минерал можно спутать с хризопразом, гемиморфитом, жадом, бирюзой.

## Месторождения
Значительные месторождения смитсонита имеются в Италии (Сардиния), Греции (Аттика), Мексике (Кананеа), Испании, США (штаты Аризона, Колорадо, Нью-Мексико, Юта), Намибии (Цумеб), Казахстане, Германии, Польше, России (в Восточном Забайкалье).

## Применение
Является рудой цинка. Ценится коллекционерами, особенно за визуальный эффект так называемого «огня». Используются в ювелирном деле.